# برينستون (نيو جيرسي)
برينستون (بالإنجليزية: Princeton)‏ هي بلدية ذات حكم ذاتي في مقاطعة ميرسر في ولاية نيو جيرسي الأمريكية، وقد تأسست البلدية بشكلها الحالي في 1 يناير 2013، بعد دمج برينستون مع المنطقة الجامعية. وصل عدد سُكانِها إلى 28,572 نسمة حسب التعداد العام سنة 2010.
وجدت البلدة قبل الثورة الأمريكية، وكانت تشتهر بجامعة برنستون، وبدأ مجتمعها بالنشوء منذ 1756.

## الجغرافيا
وفقاً لمكتب تعداد الولايات المتحدة، برينستون لديها مساحة إجمالية قدرها 68.041 كم² (18.363 ميل مربع)، بما في ذلك (46،444 كم²) (17،932) ميل مربع من الأرض (97.65٪) و 1.115 كم² (0.431 ميل مربع) من الماء (2.35٪).

## توأمة
لبرينستون (نيو جيرسي) اتفاقيات توأمة مع كل من:
- كولمار
- بيتورانيلو ديل موليز
- Kalianpur [الإنجليزية]‏

## أعلام
- إنديانا جونز
- ميلتون بابيت
- بول روبسون
- دانيال بيرل
- ألبرت أينشتاين
- مايكل برادلي

## وصلات خارجية
- الموقع الإلكتروني